# Stefan Ignatiuk
Stefan Ignatiuk (ur. 1929, zm. 2021) – polski specjalista w zakresie organizacji i zarządzania przedsiębiorstw, prof. dr hab. inż.
Od 1969 pracował na Politechnice Białostockiej, gdzie w latach 1982–1990 piastował funkcję dziekana Instytutu Mechaniki przekształconego w 1988 w Wydział Mechaniki PB. W latach 1996–2001 był pracownikiem Wydziału Inżynierii Zarządzania na Politechnice Białostockiej gdzie kierował Katedrą Ekonomii, Organizacji i Zarządzania.